# Ring of Fire: The Best of Johnny Cash
Ring of Fire: The Best of Johnny Cash es el décimo álbum del cantante country Johnny Cash lanzado en 1963 bajo el sello de Columbia Records. Pese a su título The Best of Johnny Cash no es solamente lo mejor de él ya que no ha tenido tantos éxitos para formar un CD de «grandes éxitos»; por ejemplo, Ring of Fire, la primera canción de este álbum, es una de las mejores canciones que tiene Johnny Cash en toda su vida y otras 6 canciones las cuales se convirtieron en éxitos en Estados Unidos.

## Canciones
1. Ring of Fire – 2:38
2. I'd Still Be There – 2:34
3. What Do I Care – 2:07
4. I Still Miss Someone – 2:35
5. Forty Shades of Green – 2:54
6. Were You There When They Crucified My Lord – 3:56
7. The Rebel - Johnny Yuma – 1:52
8. Bonanza – 2:20
9. The Big Battle – 4:03
10. Remember the Alamo – 2:50
11. Tennessee Flat Top Box – 3:00
12. Peace in the Valley – 2:47

## Personal
- Johnny Cash - Vocalista
- Luther Perkins - Guitarra
- Jack Clement - Guitarra
- Norman Blake - Guitarra
- Marshall Grant - Bajo
- Buddy Harman - Bajo
- W.S. Holland - Percusión
- Bill Pursell - Piano
- Billy Lathum - Banjo
- Maybelle Carter - Autoarpa
- Karl Garvin - Autoarpa
- Bill McElhiney - Trompeta

## Posiciones
Álbum - Billboard (América del Norte)
| Año  | Tabla              | Posición |
| ---- | ------------------ | -------- |
| 1963 | Álbumes de Country | 1        |
| 1963 | Álbumes Pop        | 26       |

Sencillos - Billboard (América del Norte)
| Año  | Canción                   | Tabla             | Posición |
| ---- | ------------------------- | ----------------- | -------- |
| 1961 | "The Rebel - Johnny Yuma" | Canciones Country | 24       |
| 1961 | "Tennessee Flat Top Box"  | Canciones Country | 11       |
| 1961 | "Tennessee Flat Top Box"  | Canciones Pop     | 84       |
| 1962 | "The Big Battle"          | Canciones Country | 24       |
| 1962 | "Bonanza"                 | Canciones Pop     | 94       |
| 1963 | "What Do I Care"          | Canciones Country | 7        |
| 1963 | "What Do I Care"          | Canciones Pop     | 52       |
| 1963 | "Ring of Fire"            | Canciones Country | 1        |
| 1963 | "Ring of Fire"            | Canciones Pop     | 17       |